# Tune in for Love
Tune in for Love (Originaltitel: Yu Yeol-ui Eumak Album ‚Yu Yeols Musikalbum‘) ist ein Liebesfilm des südkoreanischen Regisseurs Jung Ji-woo aus dem Jahr 2019. Netflix veröffentlicht den Film am 5. November 2019 weltweit. Stilistisch wird der Film in Südkorea der Retro-Romanze und dem Newtro-Trend zugewiesen. Newtro ist ein Kofferwort aus dem Englischen new (‚neu‘) und retro. Es bedeutet, den Retrostil auf neue Weise zu genießen.

## Handlung
1994, als der Sänger Yoo Yeol beginnt, die Radiosendung Eumak Album (Musikalbum) zu moderieren, sucht Hyeon-u eine Bäckerei auf und trifft auf die dort arbeitende Mi-su. Hyeon-u wurde gerade erst aus der Jugendstrafanstalt entlassen und sucht eine Stelle. Also steigt er als Teilzeitkraft in der Bäckerei ein. Über die Zeit entwickeln Hyeon-u und Mi-su Gefühle füreinander. Sie nennt ihn liebevoll Tofu, er gibt ihr als Kosenamen Donut. Dann wird Hyeon-u zufällig von seinem Kindheitsfreund Tae-seong entdeckt und geht mit ihm und seinen alten Freunden was trinken. Dabei beginnen seine Freunde eine Schlägerei, aus der Hyeon-u versucht sich herauszuhalten. Doch da er auf Bewährung ist, kommt er erneut ins Gefängnis.
Drei Jahre später treffen sich Mi-su und Hyeon-u zufälligerweise erneut. Mi-su lädt ihn zu sich ein. Es ist der letzte Tag, bevor Hyeon-us Wehrdienst beginnt. Deshalb richtet Mi-su ihm ein E-Mail-Konto ein. In der Nacht kommen sich beide näher. Am nächsten Morgen übergibt Mi-su einen Zettel an Hyeon-u. Als Hyeon-u im Bus sitzt, sieht er ihn sich an. Allerdings findet sich nur der Nutzername für das E-Mail-Postfach darauf, aber kein Passwort. Auch Mi-su fällt ein, dass sie vergessen hat, das Passwort zu notieren. Dennoch schreibt sie Hyeon-u regelmäßig. Einige Zeit später zieht sie in eine neue Wohnung und wendet sich an die Radiosendung Musikalbum: Donut lasse Tofu ausrichten, dass das Passwort Donuts Matrikelnummer sei. Doch Hyeon-u bekommt die Sendung offenbar nicht mit. Stattdessen besucht er Mi-sus Wohnung zwei Jahre später und sieht, dass sie ausgezogen ist. Doch dabei erinnert er sich an die Matrikelnummer, die sie ihm einst beim Eintreten in die Wohnung erzählte. Er sucht die nächste Bibliothek auf, setzt sich an einen Computer und kann sich erfolgreich in sein E-Mail-Postfach einloggen und kann Mi-sus Nachrichten sehen.

## Rezeption
Tune in for Love lief am 28. August 2019 in den südkoreanischen Kinos an und erreichte über 1,2 Millionen Kinozuschauer. Der Film erhielt überwiegend positive Kritiken. Nach Yoon Min-sik von der Korea Herald ist es ein mittelmäßiger Film, der sich durch Nostalgie der 1990er Jahre auszeichnet. Aber der Film biete kaum Neues. Wie bei On Your Wedding Day treffen sich die Protagonisten zufällig immer wieder. Aber die Chemie zwischen den Hauptdarstellern sei hier nicht so gut. Die Musik hingegen fange die 1990er gut ein.